# Kanton Rocheservière
Rocheservière is een voormalig kanton van het departement Vendée in Frankrijk. Het kanton maakte deel uit van het arrondissement La Roche-sur-Yon. Het werd opgeheven bij decreet van 17 februari 2014 met uitwerking op 22 maart 2015.

## Gemeenten
Het kanton Rocheservière omvatte de volgende gemeenten:
- L'Herbergement
- Mormaison
- Rocheservière (hoofdplaats)
- Saint-André-Treize-Voies
- Saint-Philbert-de-Bouaine
- Saint-Sulpice-le-Verdon